# Lambda (barió)
La lambda és una partícula elemental del grup dels hiperons dins la família dels barions que té un spin d'1/2 i és simbolitzada per {\displaystyle {\ce {\Lambda}}}. Hom coneix dos hiperons lambda: l'un de càrrega elèctrica nul·la, simbolitzat {\displaystyle {\ce {\Lambda^0}}}, de massa 1,988,8 × 10−30 kg i vida mitjana 2,63 × 10−10 s i l'altre de càrrega elèctrica positiva, simbolitzat {\displaystyle {\ce {\Lambda^{0}_{c}}}}, de massa 4 052,0 × 10−30 kg i vida mitjana 7 × 10−30 s. {\displaystyle {\ce {\Lambda^0}}} està constituïda per tres quarks: un alt, un baix i un estrany (uds); {\displaystyle {\ce {\Lambda^{0}_{c}}}} està constituïda pels quarks alt, baix i encant (udc).

Posició del barió lambda en l'octet de barions

El 1947, durant un estudi de les interaccions dels raigs còsmics, s'identificà un producte d'una col·lisió d'un protó amb un nucli, que visqué molt més temps del que s'esperava: 10−10 segons en comptes de 10−23 segons. Aquesta nova partícula fou anomenada lambda ({\displaystyle {\ce {\Lambda^0}}}). La propietat que la mantingué tant de temps fou anomenada "estranyesa", i aquest nom es prengué per designar un dels quarks, a partir dels quals es construeix la partícula lambda.
S'esperava un temps de vida més curt de 10−23 segons perquè la partícula lambda és un barió que participa en la interacció nuclear forta, i en general condueix a vides molt curtes. El llarg temps de vida observat ajudà a desenvolupar una nova llei de conservació per a aquests decaïments, la "conservació de l'estranyesa". La presència d'un quark estrany en una partícula, es denota pel nombre quàntic S =–1. El decaïment de partícules per les interaccions nuclear forta o electromagnètica, conserva el nombre quàntic de l'estranyesa. El procés de decaïment de la partícula lambda ha de violar aquesta regla, ja que no hi ha partícula més lleugera que contingui un quark estrany —per la qual cosa, en el procés, el quark estrany s'ha d'haver transformat en un altre quark. Això només pot ocórrer per la interacció feble, i això condueix a un temps de vida molt més llarg. Els decaïments són:
{\displaystyle {\ce {\Lambda^0 -> p + \pi^{-}}}}{\displaystyle {\ce {\Lambda^0 -> n + \pi^{0}}}}